# Suchá Hora (stacja kolejowa)
Suchá Hora – zlikwidowana stacja kolejowa w Suchej Górze w (Kraju Żylińskim) na Słowacji. Budynek dworcowy jest zrujnowany. Stacja położona jest w znacznej odległości od wsi (ok. 2 km). Ruch pasażerski wraz z towarowym do Polski wstrzymano w 1945, natomiast ostatni pociąg odjechał ze stacji ok. 1975 roku. Rozbiórka stacji nastąpiła 25 maja 1991 roku.